# Stephen Vincent Benét

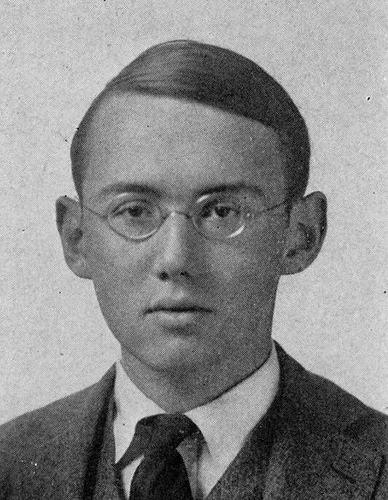
Stephen Vincent Benét (1919)

Stephen Vincent Benét (Bethlehem, Pennsylvania, 22 juli 1898 - New York, 13 maart 1943) was een Amerikaans dichter en schrijver. In 1929 en 1944 kreeg hij de Pulitzerprijs voor poëzie.

## Leven en werk
Benét werd geboren als zoon van een kolonel in het Amerikaanse leger en als kleinzoon van een generaal uit de Amerikaanse Burgeroorlog. Hij studeerde Engelstalige literatuur aan de Yale-universiteit en korte tijd ook aan de Sorbonne te Parijs. Reeds tijdens zijn studietijd begon hij met het schrijven van gedichten. Later zou hij ook diverse romans en verhalen publiceren.
Benéts thematiek is sterk patriottisch geïnspireerd en vaak gerelateerd aan militaire of andere krijgshaftige gebeurtenissen. Daarbij hecht hij grote waarde aan het in herinnering houden van de betrokken "helden". In 1928 verwierf hij in de Verenigde Staten grote bekendheid met zijn lange epische poëem John Brown's Body, over de geschiedenis van de Amerikaanse Burgeroorlog. Het leverde hem een jaar later de Pulitzerprijs voor poëzie op. Grote populariteit genoten ook zijn korte verhalen "The Devil and Daniel Webster" (1936, O. Henry Award) en "By the Waters of Babylon" (1937). In 1944 ontving hij postuum voor de tweede keer de Pulitzerprijs voor zijn onvoltooide poëem Western Star, over de kolonisatie van Amerika, waarbij hij ook de Franse roots van zijn familie niet veronachtzaamde.
Benét overleed in 1943 aan een hartaanval, 44 jaar oud. In patriottisch-Amerikaanse kringen wordt zijn werk nog steeds bewonderd en met grote regelmaat geciteerd, waarbij niet zelden discussie ontstaat over de interpretatie van zijn teksten.
Benéts broer William Rose was eveneens een vooraanstaand Amerikaans dichter.

## Fragment
They came here, they toiled here,

They suffered many pains.

Lake and river, stream and woord,

Seigneurs and dames

They lived here, they died here,

They left singing names.
(Uit “French Pioneers”, over Franse kolonisten in Amerika)

#### Postuum
- Western Star, 1943 (onvoltooid)
- Twenty-Five Short Stories, 1943 (verhalen)
- America, 1944
- O'Halloran's Luck and Other Short Stories, 1944
- We Stand United, 1945 (radioteksten)
- The Bishop's Beggar, 1946 (novelle)
- The Last Circle, 1946 (gedichten en verhalen)
- Selected Stories, 1947
- From the Earth to the Moon, 1958
- Good Picker 1959 (verhalen)